# Хју Џекман
Хју Мајкл Џекман (енгл. Hugh Michael Jackman; Сиднеј, 12. октобар 1968) аустралијски је филмски и телевизијски глумац, певач и продуцент. Међународну славу је стекао захваљујући улози Џејмса Хаулета Логана познатијег као Вулверин у филмовима Икс-људи (2000), Икс-људи 2 (2003), Икс-људи 3: Последње упориште (2006), Икс - људи Почеци: Вулверин (2009), Вулверин (2013), Икс-људи: Дани будуће прошлости (2014), Логан (2017) и Дедпул и Вулверин (2024). Такође, запажене улоге је играо у филмовима Кејт и Леополд (2001), Ван Хелсинг (2004), Престиж (2006), Аустралија (2008) и Затвореници (2013). Критички најуспешнији филм у његовој досадашњој каријери је мјузикл Јадници из 2012. године, за који је номинован за Златни глобус за најбољег глумца у мјузиклу и Оскара за најбољег главног глумца.
Џекмен је добитник награда Тони и Еми, а 2008. је био домаћин доделе Оскара. Исте године, магазин Пипл (енгл. People) прогласио га је за најсексипилнијег мушкарца на планети.

## Детињство
Џекман је рођен у Сиднеју (Нови Јужни Велс, Аустралија), у изразито религиозној породици. Његова мајка Грејс Макнил била је домаћица, а отац Кристофер Џон Џекман, завршио је рачуноводство на Кембриџу. Обоје су рођени у Енглеској, а у Аустралију су се преселили 1967. године, а један од ближих предака његове мајке био је Грк. Грејс и Кристофер су прешли у евангелистичку цркву након што су се венчали, на наговор проповедника Билија Грема. Џекман је био пето дете у породици, а има и млађу сестру по мајци, коју је Грејс добила када се развела од Кристофера. Хју је тада имао осам година, и остао је са оцем и двојицом браће у Аустралији, док се Грејс са ћеркама вратила у Енглеску. Џекман је био изузетно активно дете – највећи део дана је проводио напољу, кампујући широм државе. Говорио је да ће постати пилот и да је то једноставно идеалан посао за њега, будући да је желео да упозна свет и да је ноћи проводио са упаљеним светлом, неуморно листајући атлас.

## Филмографија
| Улоге Хјуа Џекмана |                                 |                  |                      | |
| Година             | Српски назив                    | Изворни назив    | Улога                | Напомена |
| 1994.              |                                 | ТВ–серија        | Чарлс Макреј         | |
| 1995.              |                                 | Корели ТВ–серија | Кевин Џоунс          | |
| 1995               |                                 | ТВ–серија        | Брејди Џексон        | |
| 1996.              |                                 | ТВ–серија        | Данкан Џоунс         | |
| 1999.              |                                 |                  | Вејс                 | |
| 1999.              |                                 |                  | Џек Вилис            | |
| 2000.              | Икс људи                        |                  | Вулверин             | Награда Сатурн за најбољег глумца |
| 2001.              | Кејт и Леополд                  |                  | Леополд              | номинован — Златни глобус за најбољег главног глумца |
| 2001.              | Неко као ти                     |                  | Еди                  | |
| 2001.              | Шифра Сабљарка                  |                  | Стенли Џобсон        | |
| 2003.              | Икс-људи 2                      |                  | Вулверин             | |
| 2004.              |                                 |                  | Габријел Ван Хелсинг | |
| 2004.              | Ван Хелсинг                     |                  | Ван Хелсинг          | |
| 2005.              | Приче изгубљених душа           |                  | Роџер                | |
| 2006.              | Плес малог пингвина             |                  | Мемфис (глас)        | |
| 2006.              | Пусти воду да мишеви оду        |                  | Роди (глас)          | |
| 2006.              | Престиж                         |                  | Роберт Анжијер       | |
| 2006.              | Извор живота                    |                  | Томас/Томи/Том Крео  | |
| 2006.              | Ударна вест                     |                  | Питер Лиман          | |
| 2006.              | Икс људи 3: Последње упориште   |                  | Вулверин             | |
| 2007.              |                                 | ТВ–серија        | Ники Фонтана         | |
| 2008.              | Секс клуб                       |                  | Вајат                | |
| 2008.              | Аустралија                      |                  | Гонич говеда         | |
| 2009.              | Икс - људи Почеци: Вулверин     |                  | Вулверин             | |
| 2011.              | Снежна латица и лепеза тајни    |                  | Артур                | |
| 2011.              | Челична борба                   |                  | Чарли Кентон         | |
| 2011.              | Икс-људи: Прва класа            |                  | Вулверин             | камео |
| 2012.              | Маслац                          |                  | Бојд Болтон          | |
| 2012.              | Пет легенди                     |                  | Бани (глас)          | |
| 2012.              | Јадници                         |                  | Жан Валжан           | Златни глобус за најбољег главног глумца у мјузиклу номинован — Оскар за најбољег главног глумца номинован — Награда BAFTA за најбољег глумца у главној улози номинован — Награда Удружења филмских глумаца за најбољег глумца у главној улози номинован — Награда Удружења филмских критичара за најбољег глумца у главној улози |
| 2013.              | Вулверин                        |                  | Вулверин             | |
| 2013.              | Филм 43                         |                  | Дејвис               | |
| 2013.              | Затвореници                     |                  | Келер                | |
| 2014.              | Икс-људи: Дани будуће прошлости |                  | Вулверин             | |
| 2015.              | Чапи                            |                  | Винсент              | |
| 2016.              | Икс-људи: Апокалипса            |                  | Вулверин             | камео |
| 2017.              | Логан                           |                  | Вулверин             | |
| 2018.              | Дедпул 2                        |                  | Вулверин             | камео |
| 2021.              | Сећања                          |                  | Ник Банистер         | |
| 2022.              | Син                             |                  | Питер Милер          | |
| 2024.              | Дедпул и Вулверин               |                  | Вулверин             | |